# Pelly-Ruddock Mpanzu
Pelly Ruddock Mpanzu (* 22. března 1994 Londýn) je konžský profesionální fotbalista, který hraje na pozici defensivního záložníka za anglický klub Luton Town FC a za národní tým Konžské demokratické republiky.

## Klubová kariéra
Je prvním fotbalistou, který se z páté anglické ligy dostal do Premier League v dresu stejného klubu, protože od roku 2013 hraje za Luton.